# Porcellio medinae
Porcellio medinae är en kräftdjursart som beskrevs av Rafael Rodríguez och Jose Antonio Barrientos 1993. Porcellio medinae ingår i släktet Porcellio och familjen Porcellionidae. Inga underarter finns listade i Catalogue of Life.